# Benedict Iroha
Benedict Iroha (Aba, 29 de novembro de 1969) é um ex-futebolista nigeriano que jogou duas Copas do Mundo.

## Carreira
Benedict Iroha se profissionalizou no Bendel Insurance.

## Seleção
Benedict Iroha integrou a Seleção Nigeriana de Futebol na Copa Rei Fahd de 1995, na Arábia Saudita.

## Títulos
Nigéria
- Copa das Nações Africanas: 1994